# Daniel Castellani
Daniel Jorge Castellani (Buenos Aires, 21 de março de 1961) é um ex-jogador de voleibol argentino, medalhista olímpico de bronze nos Jogos de Seul, em 1988.
Seu filho, Iván Castellani, também segue carreira no voleibol e participou dos Jogos Olímpicos de 2012, em Londres.

## Carreira
A primeira conquista de Castellani com a Seleção Argentina foi a medalha de bronze nos Jogos Pan-Americanos de 1983, em Caracas. No ano seguinte terminou em sexto lugar nos Jogos Olímpicos de Los Angeles, em sua primeira aparição olímpica. Quatro anos depois, em Seul, Coreia do Sul, integrou a equipe que obteve o melhor resultado internacional da Argentina: medalha de bronze nos Jogos de 1988.
Durante sua carreira, atuou nos clubes Obras Sanitarias da Argentina; Chieti, Falconara, Bolonha, Padova e Ruini Firenze na Itália; e VC Bradesco e Minas Tênis Clube no Brasil.
Mais tarde se tornou treinador de voleibol, e comandou a Argentina nos Jogos Olímpicos de 1996, em Atlanta. Recentemente, ele foi treinador da equipe polonesa Skra Bełchatów (2006–09), e entre 2009 e 2010 foi treinador da seleção masculina da Polônia. Em setembro de 2009 a equipe polonesa liderada por Castellani ganhou o Campeonato Europeu pela primeira vez em sua história, realizado nas cidades turcas de Istambul e Esmirna. Ele foi demitido antes do final de seu contrato depois de um resultado insatisfatório no Campeonato Mundial de 2010 na Itália.
Em 2011 foi nomeado treinador da Finlândia, mas não conseguiu classificar a seleção para os Jogos Olímpicos de Londres.
Em 8 de maio de 2017, foi anunciado como treinador do FUNVIC Taubaté. Conquistou o título do Campeonato Paulista de 2018, e finalizou na quarta colocação na Copa Libertadores de Voleibol, sendo demitido e substituído por Ricardo Navajas em 15 de fevereiro de 2019, até a chegada posterior de Renan Dal Zotto.